# ابلانژ
ابلانژ (به فرانسوی: Éblange) یک کمون در فرانسه است که در Canton of Boulay-Moselle واقع شده‌است.

## خصوصیات
ابلانژ ۳٫۳۲ کیلومترمربع مساحت و ۲۴۶ نفر جمعیت دارد و ۲۰۲ متر بالاتر از سطح دریا واقع شده‌است.